# Festival de Wallonie
Le Festival de Wallonie est un festival de musique de la Communauté française de Belgique qui se déroule en région wallonne et à Bruxelles , composé de sept festivals différents. Y sont présentés des œuvres de compositeurs d'origine wallonne tels que Henry Du Mont, Gilles Binchois, Roland de Lassus, Grétry, Guillaume Lekeu, Gossec, Franck, Henri Vieuxtemps, Eugène Ysaÿe, et d'autres encore.
Le Festival de Wallonie fait partie de l'European Festivals Association (en) dont le siège est à Gand en Belgique.

## Les sept festivals régionaux différents
- Festival Musiq'3, à Flagey Bruxelles
- Festival de Namur, principalement musique ancienne
- Royal Juillet musical de Saint-Hubert
- Festival de Stavelot, principalement musique classique
- Festival du Brabant Wallon, musique classique et musique ancienne
- Les Nuits de septembre à Liège, musique ancienne et, depuis 2010, musique contemporaine
- Festival Wallonie-Hainaut, musique classique et musique ancienne

Le festival Automne musical de Spa, spécialisé dans la pratique de musique historique, ne fait pas partie du Festival de Wallonie, malgré diverses tentatives d'unifications.
Dans la partie néerlandophone du pays se déroule le Festival van Vlaanderen qui comprend 8 festivals différents.